# ابوالحسن حائری‌زاده (نماینده مجلس شورای ملی)
سید ابوالحسن حائری‌زاده (۱۲۶۷ مشهد – ۱۳۵۱ پاریس)، از سیاست‌مداران دوران مشروطه، قاضی دادگستری و نمایندهٔ مجلس شورای ملی در دوران قاجار و پهلوی بود.

## پیشینه خانوادگی
پدرش حاج میرزا سید علی حائری یکی از بیست نفر علمائی بود که ملا محمدکاظم آخوند خراسانی مرجع بزرگ شیعه در سال ۱۲۸۹ خورشیدی به مجلس معرفی کرد تا در چارچوب اصل دوم متم قانون اساسی از میانشان پنج نفر را برای مطابقت مصوبات مجلس با احکام شرع برگزیند. میرزا سیدعلی حائری یکی از علمائی بود که مجلس به قید قرعه انتخاب کرد اما او به دلیل کسالت مزاج این مسئولیت را نپذیرفت. سید ابوالحسن به سبب فرزندی وی به حائری‌زاده معروف بود.
حائری‌زاده تحصیلات حوزوی و قدیمه کرد و در یزد به زمین‌داری خرید و فروش توتون و تریاک و پنبه و شکر پرداخت. بعداً هم که به تهران رفت، کارش خرید و فروش ملک و آبادی و باغ و قنات بود.

## فعالیت سیاسی
حائری‌زاده فعالیت سیاسی را در یزد در حزب دموکرات آغاز کرد. نخستین بار در سال ۱۳۰۰ در دوره چهارم به نمایندگی یزد در مجلس شورای ملی انتخاب شد (تصویب اعتبارنامه: نهم آبان ۱۳۰۰). هنگام ادای سوگند در مجلس (۲۸ آذر ۱۳۰۰) در جمله پایانی سوگند (هیچ منظوری نداشته باشم جز فواید و مصالح دولت و ملت ایران) به جای ایران، اسلام گفت که با تذکر رئیس مجلس دوباره با ذکر کلمه ایران سوگند یاد کرد.
حائری‌زاده در مجلس چهارم عضو فراکسیون دموکرات به رهبری سلیمان میرزا و نماینده‌ای جنجالی بود و پیوسته به اعتراض و انتقاد از دولت می‌پرداخت و تا آستانه توبیخ در مجلس نیز پیش رفت. با دولت قوام السلطنه به دلیل تعقیب و توقیف جرائد منتقد دولت درافتاد و در جلسه هجدهم دی ۱۳۰۱ بصراحت قوام‌السلطنه را «موجد بدبختی» در کشور خواند و گفت او «طرف اعتماد ما و ملت ایران» نیست. دو روز بعد که قوام در مجلس حاضر شد و با اشاره به سخنان حائری‌زاده نطق تندی کرد، حائری‌زاده فریاد زد: «باز این بی‌شرف خائن آمده‌است عرض اندام می‌کند. از او سؤال کرده‌ایم حاشا کرده و جواب نداده. حالا هم دروغ می‌گوید». مجلس به هم ریخت و هیاهویی ایجاد شد. با ادامه مخالفتهای حائری زاده و دیگر نمایندگان، دو هفته بعد قوام‌السلطنه از نخست‌وزیری استعفا داد.

## مخالفت بارضا خان سردار سپه
حائری زاده در دوره پنجم نیز به نمایندگی یزد انتخاب شد. در این دوره تندترین حملات را به دولت سردارسپه می‌کرد و در کنار سیدحسن مدرس و ملک‌الشعرای بهار در رأس جناح مخالف سردارسپه بود. در این دوره در برابر طرح جمهوری رضاخان به همراه سایر گروه اقلیت ایستاد.
در اواخر تیر ۱۳۰۳ که با کشته شدن کنسول آمریکا در تهران، سردارسپه در پایتخت حکومت نظامی برقرار و عده‌ای را توقیف و روزنامه‌ها را توقیف کرد، حائری‌زاده نطق تندی علیه او در مجلس کرد که با حملات هواداران رضاخان به او همراه بود. در هفتم امرداد، همراه با مدرس، حاجی اسماعیل عراقی. میرزا علی کازرونی، احمد اخگر، ملک‌الشعراء بهار و سید حسن زعیم طرح استیضاح دولت سردارسپه را به مجلس داد. موارد استیضاح عبارت بود از: «سوء سیاست نسبت به داخله و خارجه، قیام و اقدام بر ضد قانون اساسی و حکومت مشروطه و توهین به مجلس شورأی ملی، تحویل ندادن اموال مقصرین و غیره به خزانه دولت».
صبح ۲۸ مرداد۱۳۰۳ که قرار بود سردار سپه و اعضای دولتش در مجلس حاضر و استیضاح شوند، هوادارانش جلو مجلس جمع شدند و به مدرس هجوم بردند. داخل مجلس نیز، نمایندگان هوادار رضاخان به مدرس حمله کردند که باعث تشنج و تعطیل جلسه و عقب افتادن آن به عصر شد. هنگامی که حائری‌زاده از مجلس بیرون رفت، جمعیت به او حمله و او را تعقیب و آماج حمله فیزیکی کرد. حائری‌زاده توانست به خانه علی اکبر داور نماینده لارستان پناه ببرد و از مهلکه بگریزد. مدرس و کازرونی هم کتک خوردند.
در جلسه عصر همان روز، مدرس و کازرونی و حائری زاده به مجلس نرفتند و ملک‌الشعرای بهار به نمایندگی از استیضاح‌کنندگان در مجلس حاضر و نطقی در اعتراض به وقایع آن روز کرد که با طعنه و مخالفت نمایندگان اکثریت، از جمله سلیمان میرزا روبرو شد. در نتیجه، ملک‌الشعرای بهار|ملک‌الشعرا و همفکرانش تصمیم گرفتند استیضاح مسکوت گذاشته شود اما رضاخان از مجلس رأی اعتماد خواست و گفت: «برای دولت تکلیف لازم است. اگر اقلیت هر روز به یک عنوانی اسباب زحمت دولت را فراهم کند برای دولت پیشرفت ندارد … دولت متکی به اکثریت است، اگر اکثریت دارد برود عقب خدمت خودش و اگر هم ندارد تکلیف خودش را بفهمد … رأی اعتماد با هر چه می‌خواهید بگیرید. با سیاه سفید. قرمز، هر چه می‌خواهید بگیرید. تقاضای ما معین شدن تکلیف ماست». با خروج نمایندگان اقلیت از جلسه، نمایندگان به اتفاق به دولت رضاخان رأی اعتماد دادند.

## مخالفت با تغییر نامهای تقویم
در یازدهم فروردین ۱۳۰۴ که تغییر نامهای عربی بروج به نامهای ایرانی در مجلس شورای ملی به رأی گذاشته شد، حائری‌زاده نامهای ابداعی سید جلال‌الدین تهرانی را بهتر از نامهای ایرانی فروردین، اردیبهشت … عنوان کرد که قرار بود از آن پس رایج شود.
سید جلال تهرانی که در آن سالها منجم معروفی بود و هر ساله تقویم چاپ می‌کرد. نامهایی پیشنهاد داده بود که عبارت بود از: چمن آرا، گل آور، جان پرور، گرماخیز، آتش‌بیز، جهان‌بخش، دژم‌خوی، باران‌ریز، اندوهگین، سرماده، برف‌آور و مشکین‌فام. حائری‌زاده گفت:

«بنده حب و بغضی با ماهی و بره و دوستی با خرچنگ و عقرب ندارم؛ ولی مجلس برای کارهای اساسی است برای تغییر الفاظ نیست. بنده اصولاً با مشغول کردن وقت مجلس به این قبیل مذاکرات مخالف بودم و نمی‌خواستم در این موضوع حرف بزنم ولی دیدم آقایانی که پیشنهاد کرده‌اند، خیال کرده‌اند کار مهمی است و مملکت را از بدبختی به نیک‌بختی می‌کشند. در صورتی که تبدیل لغات و الفاظ، مملکت را به جایی نمی‌کشاند».

## قضاوت دادگستری
پس از به پادشاهی رسیدن رضاشاه، حائری زاده در دوره ششم نیز به نمایندگی از یزد به مجلس رفت. در همین دوره به استخدام عدلیه درآمد. به گفته خودش:
علی‌اکبر داور وزیر عدلیه حائری‌زاده را ابتدا در محکمه عالی انتظامی قضات مشغول به کار کرد پس از مدتی او را به عنوان مستشار به دیوان عالی کشور فرستاد. حائری‌زاده سپس دادیار دیوان عالی کشور شد تا سال ۱۳۱۹ که به دستور رضا شاه برکنار شد. احمد متین دفتری که در آن زمان نخست‌وزیر بود سال‌ها بعد در یکی از نطق‌هایش در مجلس سنا علیه حائری‌زاده، دربارهٔ برکناری او چنین گفته‌است:

«وقتی که شاه در لیست وزارت دادگستری چشمش به اسم این آقا خورد فریاد کرد عجب این آقا تا کی باید انگل ما باشد؟ تا کی ما باید باج جاسوسی‌هایی که این شخص پیش مدرس برای ما می‌کرد بدهیم؟ من خودم دستور دادم بنا به مصلحت روز این بی‌سواد را عضو دیوان تمیز بکنند اما نظرم این بود که یک مدتی آنجا باشد نه همیشه. حالا دیگر جای این قبیل اشخاص را باید جوانان تحصیل کرده بگیرند».

حائری‌زاده مدتی منتظر خدمت و خانه‌نشین بود تا اینکه به ریاست اداره سرپرستی صغار دادگستری منصوب شد و تا سال ۱۳۲۱ در این سمت بود. در این دوره اتهامات فساد مالی علیه او مطرح شد و کارش به محاکمه در دادگاه انتظامی قضات کشید اما سرانجام تبرئه شد و به عنوان مستشار به دیوان عالی کشور بازگشت.

## بازگشت به سیاست
با فضای باز سیاسی که پس از شهریور ۱۳۲۰ در ایران ایجاد شد، حائری‌زاده بار دیگر به سیاست بازگشت و در نخستین انتخاباتی که برگزار شد (سال ۱۳۲۲) خود را نامزد نمایندگی یزد کرد اما رأی نیاورد. در سال ۱۳۲۵ که قوام‌السلطنه نخست‌وزیر وقت، حزب دموکرات ایران را به راه انداخت، حائری‌زاده با وجود سابقه مخالفتش با قوام به این حزب پیوست و در نوشتن مرامنامه حزب نقش داشت اما پس از تشکیل کمیته مرکزی به سبب اختلاف با مظفر فیروز، معاون قوام به عنوان مسئول تشکیلات حزب به خراسان فرستاده شد. از این رهگذر توانست به نمایندگی سبزوار بار دیگر به مجلس راه یابد.
در پی سقوط دولت قوام‌السلطنه در ۱۸ آذر ۱۳۲۶، حائری‌زاده بنای مخالفت با دولت حکیم‌الملک را گذاشت که پس از قوام روی کار آمد. پس از آن‌که محمد مسعود روزنامه‌نگار جنجالی ترور شد، حائری‌زاده همراه با حسین مکی و عبدالقدیر آزاد دولت حکیمی را استیضاح کرد و به انتقاد از عملکرد دادگستری و دخالت ارتش و شهربانی در امور کشور پرداخت. پس از طرح استیضاح، دولت حکیمی که با اکثریت قاطعی روی کار آمده بود، با اکثریتی ضعیف (۵۵ رأی موافق) توانست رأی اعتماد بگیرد.
پس از ترور نافرجام شاه در ۱۵ بهمن ۱۳۲۷ دولت حکومت نظامی اعلام کرد، حزب توده منحل و اعضا و هواداران آن زندانی شدند، آیت‌الله کاشانی به دستور رزم‌آرا شبانه از خانه‌اش بزور بیرون کشیده و به قلعه فلک‌الافلاک خرم‌آباد برده و از آن‌جا به لبنان تبعید شد. مطبوعات بشدت زیر فشار و سرکوب رفتند. دولت ساعد در چنین فضائی انتخابات مجلس مؤسسان را برای تغییر اصولی از قانون اساسی به منظور افزایش اختیارات شاه برگزار کرد.
حائری‌زاده همراه با حسین مکی و مظفر بقائی دولت ساعد را استیضاح و او را متهم کرد که دستور تشکیل مجلس مؤسسان و تغییر قانون اساسی را از انگلستان گرفته و اینکه دولتش زیر نفوذ سپهبد رزم‌آرا رئیس ستاد ارتش است. این استیضاح طولانی‌ترین استیضاح در تاریخ قانونگذاری ایران تا آن زمان بود اما سرانجام دولت ساعد با رأی موافق نود نماینده از ۹۶ نماینده حاضر در مجلس، رأی اعتماد گرفت.
حائری‌زاده در سایه شهرتی که در دوره پانزدهم مجلس کسب کرد، در دوره بعد به نمایندگی از تهران انتخاب شد و در نهضت ملی فعالیت کرد. او از افراد مؤثر در ملی شدن نفت به رهبری محمد مصدق بود. در انتخابات دوره هفدهم مجلس شورای ملی به عنوان نامزد جبهه ملی ایران از تهران شرکت کرد اما پس از قیام ۳۰ تیر ۱۳۳۱ و عدم انتصاب به سمت سفیر سیار دولت در کشورهای اروپایی، در صف مخالفان دکتر مصدق درآمد.
از آن پس حائری‌زاده رهبر فراکسیون مخالف دولت (فراکسیون آزادی) شد و در جریان کودتای ۲۵ مرداد و کودتای ۲۸ مرداد از همکاران تیمسار زاهدی بود.
حائری‌زاده به پاس فعالیت‌هایش در جریان کودتا، تا تشکیل مجلس دوره هجدهم به سمت سفیر سیار در اروپا منصوب شد. با تشکیل مجلس هجدهم به نمایندگی تهران انتخاب شد و در مجلس همراه با مصطفی کاشانی، امیرتیمور کلالی، شمس قنات‌آبادی و محمد درخشش به مخالفت با قرارداد کنسرسیوم برخاست.